# 25 września
25 września jest 268. (w latach przestępnych 269.) dniem w kalendarzu gregoriańskim. Do końca roku pozostaje 97 dni.

## Święta
- Imieniny obchodzą: Aurelia, Ermenfryd, Ermenfryda, Firmin, Franciszek, Galfryd, Gaspar, Herkulan, Irmfryd, Irmfryda, Kleofas, Minigniew, Rufus, Świętopełk, Wawrzyniec, Wincenty, Władysław, Władysława, Włodzimir, Włodzimira i Włodzisław.
- Mozambik – Święto Sił Zbrojnych
- Polska – Dzień Budowlanych lub Dzień Budowlańca[1] (w czasach PRL-u święto obchodzono w ostatnią niedzielę września)[2][3]
- Rwanda – Święto Republiki
- Międzynarodowe
  - Światowy Dzień Farmaceuty[4] (ustanowione w 2009 przez Międzynarodową Federację Farmaceutów)
- Wspomnienia i święta w Kościele katolickim[5][6] obchodzą:
  - św. Aurelia z Anagni (dziewica)
  - św. Firmin z Amiens (zm. ok. 290 lub w VI wieku; biskup Amiens)[7]
  - św. Kleofas (uczeń Jezusa Chrystusa)
  - św. Sergiusz z Radoneża
  - św. Wincenty Strambi (zm. 1824, biskup)
  - bł. Władysław z Gielniowa (historyczny patron Polski)

## Wydarzenia w Polsce
- 1604 – II wojna polsko-szwedzka: zwycięstwo wojsk polskich w bitwie pod Białym Kamieniem.
- 1648 – Powstanie Chmielnickiego: klęska wojsk polskich w bitwie pod Piławcami.
- 1655 – Potop szwedzki: wojska szwedzkie rozpoczęły oblężenie Krakowa.
- 1659 – Potop szwedzki: wojska polskie rozpoczęły decydujące oblężenie twierdzy Głowa Gdańska.
- 1676 – IV wojna polsko-turecka: rozpoczęła się bitwa pod Żurawnem.
- 1699 – Książę elektor Saksonii i król Polski August II Mocny zawarł sojusz zaczepno-odporny przeciwko Szwecji z królem Danii Fryderykiem IV Oldenburgiem.
- 1736 – Poświęcono kościół Matki Bożej w Raciborzu.
- 1793 – II rozbiór Polski: podpisano traktat z Prusami na mocy którego otrzymały one 58 tys. km² powierzchni Polski.
- 1794 – Insurekcja kościuszkowska: gen. Jan Henryk Dąbrowski wkroczył do Gniezna.
- 1861 – Poświęcono kościół św. Wojciecha w Mikołowie (od 2008 roku bazylika mniejsza).
- 1863 – Powstanie styczniowe: porażki powstańców w bitwach pod Nowym Stawem i pod Skieblewem.
- 1875 – Zainaugurował działalność Teatr Polski w Poznaniu.
- 1911 – Pilot Michał Scipio del Campo dokonał oblotu pierwszego polskiego samolotu skonstruowanego przez przedsiębiorstwo Zbierański i Cywiński.
- 1921 – We Lwowie miał miejsce nieudany zamach na marszałka Polski Józefa Piłsudskiego.
- 1927 – Otwarto Nową Synagogę w Gdańsku-Wrzeszczu.
- 1931 – W wypadku samochodowym pod Ostrowem Wielkopolskim zginął były premier i minister spraw zagranicznych Aleksander Skrzyński.
- 1932 – Prezydent RP Ignacy Mościcki wydał rozporządzenie o wykonywaniu praktyki lekarskiej, które wprowadziło wymóg, aby konieczność medyczna usunięcia ciąży była potwierdzona przez dwóch lekarzy innych niż przeprowadzający zabieg, a podejrzenie, że do poczęcia doszło wskutek przestępstwa zostało stwierdzone odpowiednim zaświadczeniem prokuratora.
- 1935 – Premiera komedii filmowej Dwie Joasie w reżyserii Mieczysława Krawicza.
- 1937 – Po raz pierwszy odegrano Hejnał Płocka.
- 1939 – Kampania wrześniowa:
  - Okręt podwodny ORP „Żbik” zawinął do szwedzkiego portu, gdzie został internowany.
  - Prezydent Ignacy Mościcki przekazał władzę Rządowi RP na uchodźstwie.
  - W wyniku wrześniowego ostrzału artyleryjskiego i nalotów bombowych na Warszawę zginęło łącznie około 10 tys. osób, a 35 tys. zostało rannych.
  - Zwycięstwo Niemców w II bitwie pod Krasnobrodem.
- 1941 – Niemcy rozstrzelali 575 Żydów w Jaszunach koło Wilna.
- 1943 – Austriak Franz Kutschera objął funkcję dowódcy SS i policji na dystrykt warszawski.
- 1944 – 56. dzień powstania warszawskiego: w nocy wycofała się kanałami z Mokotowa do Śródmieścia część żołnierzy, ludności i władz cywilnych.
- 1946 – Administracja polska przejęła kontrolę nad tzw. Enklawą Policką, zajmowaną od 5 października 1945 roku przez wojska radzieckie.
- 1950 – W trosce o czystość gatunku żubra europejskiego z Puszczy Białowieskiej został wywieziony ostatni żubrobizon.
- 1953 – Władze PRL uwięziły prymasa kardynała Stefana Wyszyńskiego i arcybiskupa Antoniego Baraniaka.
- 1954 – Sejm PRL przyjął ustawę o reformie podziału administracyjnego wsi i powołaniu gromadzkich Rad Narodowych.
- 1965 – Premiera filmu Popioły w reżyserii Andrzeja Wajdy.
- 1973 – Premiera filmu Zazdrość i medycyna w reżyserii Janusza Majewskiego.
- 1981 – Sejm PRL przyjął ustawę o przedsiębiorstwach państwowych.
- 1982 – Utwór Autobiografia zespołu Perfect dotarł do pierwszego miejsca Listy Przebojów Programu Trzeciego.
- 1991 – Odbyło się ostatnie losowanie gry liczbowej Super Lotek.
- 2005 – Odbyły się wybory parlamentarne.
- 2009 – Rozpoczęły się, rozgrywane po raz pierwszy na polskich parkietach, XXVI Mistrzostwa Europy w Piłce Siatkowej Kobiet.
- 2021 – Otwarto Centrum Szyfrów Enigma w Poznaniu.

## Wydarzenia na świecie

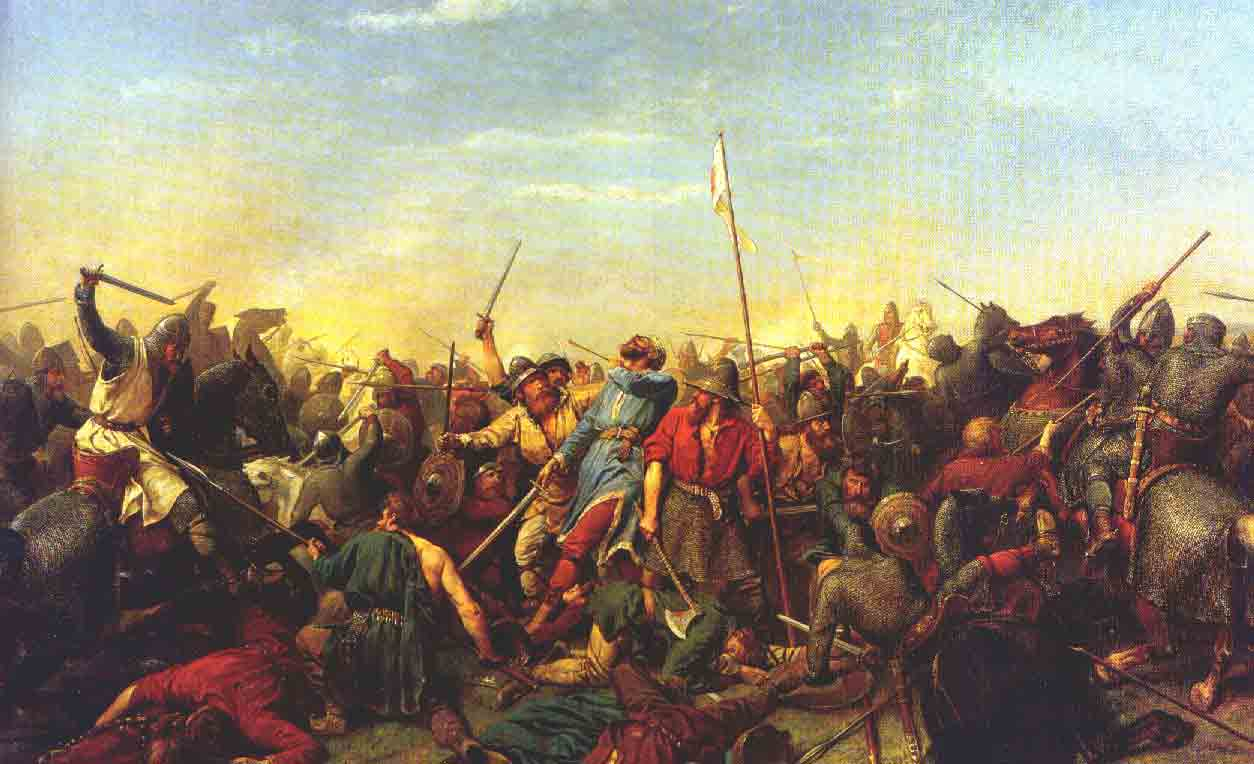
Bitwa pod Stamford Bridge (1066) na obrazie Petera Nicolai Arbo

- 235 – Abdykował papież Poncjan.
- 275 – Tacyt został ogłoszony przez senat cesarzem rzymskim.
- 303 – Św. Ferminiusz z Pampeluny został ścięty w Amiens we Francji w czasie wyprawy misyjnej.
- 1066 – Zwycięstwo wojsk anglosaskich nad wikingami w bitwie pod Stamford Bridge.
- 1396 – Krucjata nikopolitańska: europejscy krzyżowcy ponieśli klęskę w bitwie pod Nikopolis z Turkami osmańskimi.
- 1493 – Krzysztof Kolumb wypłynął z Kadyksu w swą drugą wyprawę do Nowego Świata.
- 1513 – Podczas podboju Panamy hiszpański konkwistador Vasco Núñez de Balboa jako pierwszy Europejczyk dotarł do wybrzeży Pacyfiku.
- 1555 – W Augsburgu podpisano pokój między cesarzem Karolem V Habsburgiem a protestanckimi książętami Rzeszy (tzw. związkiem szmalkaldzkim), który wprowadzał zasadę Cuius regio, eius religio.
- 1598 – Król Polski i Szwecji Zygmunt III Waza poniósł klęskę w bitwie pod Linköping w trakcie wyprawy wojennej do Szwecji, która miała stłumić bunt księcia Karola Sudermańskiego.
- 1621 – IV wojna polsko-szwedzka: wojska szwedzkie zdobyły Rygę.
- 1632 – Rosyjska wyprawa założyła twierdzę Jakuck.
- 1690 – Ukazało się pierwsze wydanie pierwszego amerykańskiego dziennika „Publick Occurrences Both Foreign and Domestick”.
- 1706 – Powstanie Rakoczego: wojska austriackie ograbiły i podpaliły Miszkolc.
- 1746 – Poświęcono sobór Objawienia Pańskiego w Irkucku.
- 1759 – Wojna siedmioletnia: zwycięstwo wojsk pruskich nad austriackimi w bitwie pod Hoyerswerda.
- 1768 – Wybuchła V wojna rosyjsko-turecka.
- 1789 – Amerykański Kongres zatwierdził Kartę Praw Stanów Zjednoczonych.
- 1799 – II koalicja antyfrancuska: rozpoczęła się II bitwa pod Zurychem.
- 1806 – Papież Pius VII erygował diecezję Livorno we Włoszech.
- 1811 – Wojny na Półwyspie Iberyjskim: nierozstrzygnięta francusko-brytyjska bitwa pod El Bodón.
- 1830 – Rozpoczęła się rewolucja belgijska.
- 1835:
  - Juan Álvarez Mendizábal został premierem Hiszpanii.
  - Papież Grzegorz XVI erygował diecezję Nowa Pamplona w Kolumbii.
- 1846 – Wojna amerykańsko-meksykańska: wojska amerykańskie dowodzone przez generała i przyszłego prezydenta Zacharego Taylora zdobyły Monterrey.
- 1855 – W Dreźnie otwarto Galerię Obrazów Starych Mistrzów, zaprojektowaną przez Gottfrieda Sempera.
- 1857 – Chory na nowotwór mózgu król Szwecji i Norwegii Oskar I wyznaczył na regenta swego syna Karola.
- 1865 – Chile wypowiedziało wojnę Hiszpanii.
- 1868 – U wybrzeży Jutlandii zatonęła po wejściu na mieliznę rosyjska fregata śrubowa „Aleksander Newski”.
- 1876 – Ustanowiono flagę Tasmanii.
- 1883 – Harry Atkinson został po raz drugi premierem Nowej Zelandii.
- 1885 – Commerce w Teksasie uzyskało prawa miejskie.
- 1890:
  - W Kalifornii utworzono Park Narodowy Sekwoi.
  - Zwodowano austro-węgierski krążownik pancernopokładowy SMS „Kaiserin Elisabeth”.
- 1899 – Uruchomiono komunikację tramwajową we francuskim Troyes.
- 1903 – W trzęsieniu ziemi w prowincji Chorasan-e Razawi w północno-wschodnim Iranie zginęło 350 osób.
- 1911 – Francuski pancernik „Liberté” eksplodował w porcie wojennym w Tulonie, w wyniku czego zginęły 204 osoby, a 185 zostało rannych.
- 1912:
  - Na Columbia University w Nowym Jorku założono szkołę dziennikarstwa.
  - Powołano Międzynarodową Federację Farmaceutyczną.
- 1913 – Charlie Chaplin rozpoczął karierę aktora filmowego, podpisując roczny kontrakt z wytwórnią Keystone Studios z wynagrodzeniem 150 dolarów tygodniowo.
- 1915 – I wojna światowa: rozpoczęła się II bitwa w Szampanii.
- 1917 – I wojna światowa: wojska brytyjskie zajęły Akkę.
- 1918 – I wojna światowa: u wybrzeża Szkocji zatonął po wejściu na minę niemiecki okręt podwodny U-156 wraz z 77-osobową załogą.
- 1919 – Podczas pobytu w Pueblo w stanie Kolorado prezydent USA Woodrow Wilson doznał udaru mózgu.
- 1924 – Premiera radzieckiego filmu niemego Aelita w reżyserii Jakowa Protazanowa.
- 1925:
  - Komrat w Mołdawii uzyskał prawa miejskie.
  - Założono Farerską Partię Socjaldemokratyczną.
- 1926:
  - W Genewie została podpisana Konwencja w sprawie niewolnictwa.
  - William Lyon Mackenzie King został po raz drugi premierem Kanady.
- 1928 – Założono amerykańskie przedsiębiorstwo telekomunikacyjne Motorola.
- 1936 – Gienrich Jagoda został zdymisjonowany przez Józefa Stalina z funkcji szefa NKWD.
- 1937 – II wojna chińsko-japońska: zwycięstwo wojsk chińskich w bitwie pod Pingxingguan.
- 1940 – II wojna światowa w Afryce: zakończyła się operacja „Menace” – nieudana próba zdobycia przez aliantów portu w Dakarze w Senegalu, będącego pod kontrolą francuskiego rządu Vichy.
- 1941:
  - II wojna chińsko-japońska: tzw. pięciu wojowników z góry Langya odciągnęło kilkusetosobowy oddział japoński od miejsca zamieszkanego przez cywilów i oddziału chińskiego w stronę góry Langya (prowincja Hebei). Akcja ta dała czas Chińczykom na zorganizowanie oporu. Żołnierze, ostrzeliwani przez wroga, zdecydowali się na skok z góry, w wyniku czego 3 z nich poniosło śmierć na miejscu.
  - W Hiszpanii utworzono Narodowy Instytut Przemysłu (INI).
  - Wszedł do służby japoński lotniskowiec „Zuikaku”.
- 1942 – 4 brytyjskie bombowce de Havilland Mosquito przeprowadziły nieudane bombardowanie kwatery głównej Gestapo w Oslo, zabijając 80 cywilów w okolicznych domach.
- 1943:
  - Front wschodni: Armia Czerwona wyzwoliła Smoleńsk.
  - Rijad as-Sulh został pierwszym premierem Libanu.
- 1944 – Adolf Hitler wydał dekret powołujący Volkssturm.
- 1949 – Na torze pod Brnem odbył się jedyny w historii wyścig Formuły 1 o Grand Prix Czechosłowacji.
- 1955 – Powstały Jordańskie Królewskie Siły Powietrzne.
- 1956 – Rozpoczęto eksploatację podmorskiego kabla telefonicznego między Szkocją a Nową Fundlandią.
- 1959 – W Kolombo został postrzelony przez buddyjskiego mnicha premier Cejlonu Solomon Bandaranaike. W wyniku odniesionych obrażeń zmarł następnego dnia.
- 1961 – Premiera amerykańskiego filmu Bilardzista w reżyserii Roberta Rossena.
- 1962:
  - Amerykanin Sonny Liston został zawodowym mistrzem świata w bokserskiej wadze ciężkiej, nokautując w Chicago w pierwszej rundzie obrońcę tytułu Floyda Pattersona.
  - Na inauguracyjnym posiedzeniu Zgromadzenia Narodowego proklamowano Ludowo-Demokratyczną Republikę Algierii na czele z Ferhatem Abbasem.
- 1963:
  - Einar Gerhardsen został po raz trzeci premierem Norwegii.
  - W wyniku wojskowego zamachu stanu został obalony prezydent Dominikany Juan Bosch.
- 1964 – W Mozambiku wybuchło powstanie antyportugalskie.
- 1967 – W wyniku bezładnej strzelaniny w czasie policyjnego pościgu za czteroosobowym gangiem kierowanym przez Pietro Cavallero, który dokonał napadu na jeden z banków w Mediolanie, zginęły 4 osoby, a 22 zostały ranne. W 1968 roku na podstawie tych zdarzeń powstał film Bandyci w Mediolanie w reżyserii Carlo Lizzaniego.
- 1969:
  - Po raz pierwszy wręczono nagrody szwedzkiego przemysłu fonograficznego Grammis.
  - W Rabacie powołano Organizację Konferencji Islamskiej.
- 1970 – Amerykański seryjny morderca Dean Corll zamordował swą pierwszą ofiarę.
- 1972:
  - Kakuei Tanaka jako pierwszy premier Japonii od zakończenia II wojny światowej przybył z wizytą do ChRL.
  - Norwegowie opowiedzieli się w referendum przeciwko przystąpieniu do Wspólnoty Europejskiej.
- 1974:
  - Abd al-Aziz Hidżazi został premierem Egiptu.
  - W San Diego w Kalifornii odbyły się pierwsze w historii zawody w triathlonie.
  - W tygodniku „Nature“ ukazał się artykuł sugerujący, że freony mogą być odpowiedzialne za niszczenie warstwy ozonowej.
- 1976 – W domu perkusisty Larrego Mullena Juniora założono irlandzki zespół rockowy U2.
- 1978 – W okolicy San Diego w Kalifornii należący do Pacific Southwest Airlines Boeing 727 zderzył się z awionetką typu Cessna 172, w wyniku czego zginęły 144 osoby.
- 1979 – W Palermo na Sycylii został zastrzelony antymafijny sędzia śledczy Cesare Terranova.
- 1981:
  - Belize przystąpiło do ONZ.
  - Sandra Day O’Connor jako pierwsza kobieta została wybrana sędzią Sądu Najwyższego Stanów Zjednoczonych.
- 1982 – Dokonano oblotu radzieckiego samolotu szturmowego Ił-102.
- 1983 – 38 członków IRA uciekło z więzienia Maze w Irlandii Północnej.
- 1984 – Jordania jako pierwszy kraj arabski wznowiła stosunki dyplomatyczne z Egiptem, zerwane po podpisaniu egipsko-izraelskiego układu pokojowego w 1979 roku.
- 1985 – Palestyńscy terroryści zamordowali na jachcie u wybrzeży Cypru trzech obywateli Izraela. W odwecie izraelskie lotnictwo 1 października zbombardowało siedzibę OWP w Tunisie.
- 1991 – ONZ nałożyła embargo na kraje byłej Jugosławii.
- 1992:
  - NASA wystrzeliła sondę Mars Observer.
  - Otwarto Kanał Ren-Men-Dunaj.
- 1996 – W Irlandii zamknięto ostatnie azyle sióstr magdalenek.
- 1998 – Wszystkie 38 osób na pokładzie zginęło w katastrofie lecącego z Malagi do Melilli samolotu BAe 146 hiszpańskich regionalnych linii lotniczych PauknAir.
- 2000 – W Buenos Aires otwarto Muzułmański Ośrodek Kulturalny Króla Fahda, będący największym meczetem w Ameryce Południowej.
- 2001 – Arabia Saudyjska zerwała stosunki dyplomatyczne z rządzonym przez talibów Afganistanem.
- 2004 – Nad Haiti przeszedł huragan Jeanne zabijając co najmniej 1286 i pozbawiając dachu nad głową ponad 300 tys. ludzi.
- 2008:
  - Kgalema Motlanthe został zaprzysiężony na urząd prezydenta RPA.
  - Piraci somalijscy uprowadzili ukraiński statek przewożący 33 czołgi.
  - Polska przystąpiła do Międzynarodowej Agencji Energetycznej.
  - Rozpoczęła się trzecia chińska załogowa misja kosmiczna Shenzhou 7.
- 2009: 
  - Vlad Filat został premierem Mołdawii.
  - 15 martwych członków jednej rodziny znaleziono w domu w Ghola w dystrykcie Andar w Afganistanie. Sprawca zbrodni, także członek tej rodziny, po dokonaniu zbrodni popełnił samobójstwo.
- 2011 – W stolicy Libii Trypolisie odkryto masowe groby ponad 1200 więźniów zamordowanych podczas buntu w więzieniu Abu Salim pod koniec czerwca 1996 roku.
- 2012 – Opublikowano obraz tzw. Ekstremalnie Głębokiego Pola Hubble’a, powstały na podstawie ponad 2 tys. zdjęć wykonanych przez Kosmiczny Teleskop Hubble’a i przedstawiający ok. 5,5 tys. galaktyk, z których najodleglejsze znajdują się 13,2 mld lat świetlnych od Ziemi. Jest to najdalej sięgające zdjęcie astronomiczne, jakie do tej pory wykonano w świetle widzialnym.
- 2015 – W Iżewsku rozpoczęto seryjną produkcję samochodu osobowego Łada Vesta.
- 2017 – Na terenie irackiego regionu autonomicznego Kurdystanu odbyło się referendum niepodległościowe zorganizowane przez kurdyjskie władze lokalne. Według oficjalnych rezultatów za niepodległością opowiedziało się 92,7% uczestników.
- 2018 – Zakończyła się czterodniowa podróż apostolska papieża Franciszka na Litwę, Łotwę i do Estonii.
- 2019 – Otwarto Port lotniczy Pekin-Daxing.
- 2022 – W przedterminowych wyborach parlamentarnych we Włoszech zwyciężyła koalicja centroprawicowa.

## Urodzili się
- 1358 – Yoshimitsu Ashikaga, japoński siogun (zm. 1408)
- 1403 – Ludwik III, książę Andegawenii i Kalabrii (zm. 1434)
- 1525 – Stephen Borough, angielski żeglarz, odkrywca (zm. 1584)
- 1528 – Otto II, książę Lüneburga-Harburga (zm. 1603)
- 1599 – Francesco Borromini, włoski architekt (zm. 1667)
- 1607 – Dorota z Anhaltu-Zerbst, księżna Brunszwika-Lüneburga (zm. 1634)
- 1613 – Claude Perrault, francuski lekarz, architekt (zm. 1688)
- 1644 – Ole Rømer, duński astronom, fizyk, urzędnik (zm. 1710)
- 1657 – Imre Thököly, książę Siedmiogrodu (zm. 1705)
- 1663 – Johann Nicolaus Hanff, niemiecki kompozytor (zm. 1711)
- 1683 – Jean-Philippe Rameau, francuski kompozytor (zm. 1764)
- 1694 – Henry Pelham, brytyjski polityk, premier Wielkiej Brytanii (zm. 1754)
- 1697:
  - Franciszek Jozjasz, książę Saksonii-Coburgu-Saalfeld (zm. 1764)
  - Madame du Deffand, francuska właścicielka salonów literackich (zm. 1780)
- 1711 – Qianlong, cesarz Chin (zm. 1799)
- 1718 – Ludwig Ernst z Brunszwiku-Lüneburga-Bevern, książę Kurlandii i Semigalii, dowódca wojskowy (zm. 1788)
- 1721 – Ludwik Wiktor Sabaudzki, książę Carignano (zm. 1778)
- 1725 – Guido Calcagnini, włoski kardynał, nuncjusz apostolski (zm. 1807)
- 1729 – Christian Gottlob Heyne, niemiecki badacz starożytności, filolog, historyk, archeolog (zm. 1812)
- 1734 – Louis-René-Édouard de Rohan, francuski duchowny katolicki, biskup Strasburga, kardynał, dyplomata (zm. 1803)
- 1741 – Václav Pichl, czeski kompozytor, skrzypek (zm. 1805)
- 1744 – Fryderyk Wilhelm II, król Prus (zm. 1797)
- 1749 – Abraham Gottlob Werner, pruski geolog, mineralog (zm. 1817)
- 1764 – Fletcher Christian, brytyjski marynarz, przywódca buntu na HMS „Bounty” (zm. 1790–93)
- 1765 – Michał Kleofas Ogiński, polski kompozytor, podskarbi wielki litewski, miecznik wielki litewski, książę (zm. 1833)
- 1766 – Armand-Emmanuel du Plessis, francuski polityk, premier Królestwa Francji (zm. 1822)
- 1772 – Fath Ali Szah Kadżar, szach Persji (zm. 1834)
- 1782 – Charles Maturin, brytyjski duchowny protestancki, pisarz pochodzenia irlandzkiego (zm. 1824)
- 1791 – Károly Markó, węgierski malarz (zm. 1860)
- 1799 – María Luisa Cáceres Díaz de Arismendi, wenezuelska bohaterka narodowa (zm. 1866)
- 1802 – Ernst Leopold von Schantz, szwedzki oficer, uczestnik powstania listopadowego (zm. 1872)
- 1804:
  - Gryzelda Celestyna Działyńska, polska działaczka oświatowa, filantropka (zm. 1883)
  - Michał Grabowski, polski pisarz, publicysta, krytyk literacki (zm. 1863)
- 1807 – Alfred Vail, amerykański konstruktor, wynalazca (zm. 1859)
- 1812 – Jean-Baptiste Singelée, belgijski kompozytor (zm. 1875)
- 1818 – Michał Belina-Czechowski, polski duchowny adwentystyczny, działacz społeczny (zm. 1876)
- 1819 – Józef Dydyński, polski duchowny katolicki, archeolog, pisarz (zm. 1897)
- 1825 – Joachim Heer, szwajcarski polityk, prezydent Szwajcarii (zm. 1879)
- 1827 – Simon J. Schermerhorn, amerykański polityk pochodzenia holenderskiego (zm. 1901)
- 1829 – William Michael Rossetti, brytyjski pisarz, krytyk literacki pochodzenia włoskiego (zm. 1919)
- 1832 – William Le Baron Jenney, amerykański architekt, inżynier wojskowy (zm. 1907)
- 1836 – Filip Zaleski, polski arystokrata, polityk (zm. 1911)
- 1840 – Stanisław Pomian-Srzednicki, polski prawnik, pierwszy prezes Sądu Najwyższego (zm. 1925)
- 1843 – Melville R. Bissell, amerykański wynalazca (zm. 1889)
- 1844 – Wilhelm Hasselmann, niemiecki dziennikarz, polityk (zm. 1916)
- 1846 – Archibald Sayce, brytyjski historyk (zm. 1933)
- 1850 – Tomasz Dykas, polski rzeźbiarz (zm. 1910)
- 1852:
  - Gestur Pálsson, islandzki prozaik, poeta, dziennikarz (zm. 1891)
  - Hans Vaihinger, niemiecki filozof, wykładowca akademicki (zm. 1933)
- 1853 – Josef Herzig, austriacki chemik, wykładowca akademicki pochodzenia żydowskiego (zm. 1924)
- 1854 – Charles B. Timberlake, amerykański polityk (zm. 1941)
- 1855:
  - William S. Benson, amerykański admirał (zm. 1932)
  - Teresa Grillo Michel, włoska zakonnica, błogosławiona (zm. 1944)
- 1858:
  - Arthur Hacker, brytyjski malarz (zm. 1919)
  - Albrecht Penck, niemiecki geograf, geomorfolog, wykładowca akademicki (zm. 1945)
- 1859:
  - August von Gödrich, niemiecki kolarz szosowy (zm. 1942)
  - Georg Gürich, niemiecki geolog, paleontolog, wykładowca akademicki (zm. 1938)
- 1860 – John Hope, brytyjski arystokrata, polityk, administrator kolonialny, pierwszy gubernator generalny Australii (zm. 1908)
- 1862:
  - Léon Boëllmann, francuski kompozytor (zm. 1897)
  - Billy Hughes, australijski polityk, premier Australii (zm. 1952)
- 1865 – Władysław Szujski, polski prawnik, przedsiębiorca, żołnierz Legii Cudzoziemskiej (zm. 1914)
- 1866 – Thomas Hunt Morgan, amerykański genetyk, laureat Nagrody Nobla (zm. 1945)
- 1867:
  - Izydor Krzemicki, polski neurolog pochodzenia żydowskiego (zm. 1935)
  - Jewgienij Miller, rosyjski generał, dyplomata, dowódca białej armii (zm. 1939)
- 1868 – Jaroslav Kvapil, czeski reżyser teatralny, dramaturg, poeta (zm. 1950)
- 1869:
  - Rudolf Otto, niemiecki filozof, teolog protestancki, religioznawca, fenomenolog, wykładowca akademicki (zm. 1937)
  - Adam Piłsudski, polski polityk, wiceprezydent Wilna, senator RP (zm. 1935)
- 1872 – Paul Reinecke, niemiecki prahistoryk, konserwator zabytków (zm. 1958)
- 1873 – Michał Łaskuda, polski polityk, poseł na Sejm RP (zm. 1929)
- 1874 – Jerzy Zygmunt Merzbach, belgijski i egipski prawnik, działacz społeczny pochodzenia polsko-żydowskiego (zm. 1928)
- 1876:
  - Chajjim Boger, izraelski pedagog, polityk (zm. 1963)
  - Andreas Suttner, austriacki szablista (zm. 1953)
- 1877:
  - Oswald Bumke, niemiecki psychiatra, neurolog, wykładowca akademicki (zm. 1950)
  - Plutarco Elías Calles, meksykański generał, polityk, prezydent Meksyku (zm. 1945)
- 1878:
  - Tadeusz Chrostowski, polski ornitolog, podróżnik (zm. 1923)
  - Holger Thiele, amerykański astronom pochodzenia duńskiego (zm. 1946)
- 1879:
  - Hermann Barrelet, francuski wioślarz (zm. 1964)
  - Shinobu Ishihara, japoński okulista (zm. 1963)
- 1880:
  - Marian Goyski, polski historyk, mediewista (zm. 1922)
  - Michaił Murawjow, rosyjski podpułkownik, rewolucjonista (zm. 1918)
- 1883:
  - Paweł Bobek, polski działacz narodowy i oświatowy na Śląsku Cieszyńskim, polityk, poseł na Sejm RP (zm. 1945)
  - Teofil Jaśkiewicz, polski filozof-wolnomyśliciel, działacz oświatowy, poeta (zm. 1952)
- 1884:
  - Fred Etchen, amerykański strzelec sportowy (zm. 1961)
  - Tanzan Ishibashi, japoński polityk, premier Japonii (zm. 1973)
- 1885 – Stanisław Celichowski, polski prawnik, polityk, prezydent Poznania (zm. 1947)
- 1886:
  - Nobutake Kondō, japoński admirał (zm. 1953)
  - May Sutton, amerykańska tenisistka (zm. 1975)
- 1887 – Stanisław Śliwiński, polski prawnik (zm. 1959)
- 1888 – Vladimír Klecanda, czeski historyk, archiwista, polityk (zm. 1946)
- 1890:
  - Torashirō Kawabe, japoński generał porucznik (zm. 1960)
  - Gieorgij Siemionow, rosyjski generał (zm. 1946)
- 1891 – Jan Maria od Krzyża, hiszpański sercanin, męczennik, błogosławiony (zm. 1936)
- 1892 – Leon Stankiewicz, polski adwokat, notariusz, działacz społeczny i polityczny (zm. 1968)
- 1893 – Michał Kozal, polski duchowny katolicki, biskup pomocniczy włocławski, błogosławiony (zm. 1943)
- 1894 – Alina Erdmanowa, polska lekarka (zm. 1959)
- 1895:
  - Stanisław Łapiński, polski aktor (zm. 1972)
  - Sylvester Saller, amerykański franciszkanin, biblista, archeolog (zm. 1976)
  - Michał Śledziona, polski podporucznik piechoty (zm. 1920)
- 1896 – Sandro Pertini, włoski polityk, prezydent Włoch (zm. 1990)
- 1897:
  - Anna-Lisa Baude, szwedzka aktorka (zm. 1968)
  - William Faulkner, amerykański pisarz, laureat Nagrody Nobla (zm. 1962)
- 1898 – Margaret Schlauch, amerykańsko-polska filolog, literaturoznawczyni, językoznawczyni, mediewistka, wykładowczyni akademicka pochodzenia niemieckiego (zm. 1986)
- 1899:
  - Zygmunt Anichimowski, radziecki generał major, polski generał brygady (zm. 1965)
  - Ondřej Sekora, czeski ilustrator, pisarz, dziennikarz (zm. 1967)
- 1900:
  - Robert Korb, wschodnioniemiecki generał major (zm. 1972)
  - Wenczesław Poniż, polski inżynier dróg i mostów, konstruktor budowlany (zm. 1967)
  - Artur Sirk, estoński prawnik, adwokat, polityk (zm. 1937)
  - Max Weiler, szwajcarski piłkarz, trener (zm. 1969)
- 1901:
  - Robert Bresson, francuski reżyser i scenarzysta filmowy (zm. 1999)
  - Franciszek Gędłek, polski prawnik, regionalista, muzealnik (zm. 1978)
- 1902:
  - Zofia Jaroszewska, polska aktorka (zm. 1985)
  - Raymond Augustine Kearny, amerykański duchowny katolicki, biskup pomocniczy brookliński (zm. 1956)
  - Seweryn Szer, polski prawnik, wykładowca akademicki (zm. 1968)
  - Mieczysław Tofil, polski artysta ludowy (zm. 1998)
  - Aleksandra Wachniewska, polska malarka (zm. 1989)
- 1903 – Mark Rothko, amerykański malarz pochodzenia rosyjskiego (zm. 1970)
- 1904:
  - Helge Ahlberg, szwedzki bokser (zm. 1969)
  - Wojciech Trojanowski, polski lekkoatleta, dziennikarz i sprawozdawca sportowy (zm. 1988)
- 1905:
  - Stanisław Czerniawski, polski rotmistrz, jeździec sportowy (zm. 1939)
  - Aleksander Lech Godlewski, polski etnograf, antropolog, wykładowca akademicki (zm. 1975)
  - Aurelio González, paragwajski piłkarz, trener (zm. 1997)
  - Harriet Hoctor, amerykańska baletnica, aktorka, śpiewaczka (zm. 1977)
  - Siergiej Kaftanow, radziecki polityk (zm. 1978)
  - Tadeusz Sokołowski, polski rotmistrz, cichociemny, jeździec sportowy (zm. 1943)
- 1906:
  - José Figueres Ferrer, kostarykański inżynier, ekonomista, polityk, prezydent Kostaryki (zm. 1990)
  - Jaroslav Ježek, czeski kompozytor, pianista, dyrygent, aktor (zm. 1942)
  - Dmitrij Szostakowicz, rosyjski kompozytor, pianista, pedagog pochodzenia polskiego (zm. 1975)
- 1907:
  - William Harvell, brytyjski kolarz torowy i szosowy (zm. 1985)
  - Borys Karnicki, polski komandor porucznik (zm. 1985)
  - Jerzy Otfinowski, polski piłkarz, bramkarz (zm. 2000)
- 1908:
  - Roger Beaufrand, francuski kolarz torowy (zm. 2007)
  - John Bright, amerykański historyk (zm. 1995)
  - Irena Lorentowicz, polska malarka, scenograf, pedagog (zm. 1985)
  - Eugen Suchoň, słowacki kompozytor (zm. 1993)
- 1909 – Anatol Fejgin, polski działacz komunistyczny, funkcjonariusz aparatu bezpieczeństwa PRL pochodzenia żydowskiego (zm. 2002)
- 1910 – Jerzy Srokowski, polski grafik, ilustrator książek, scenograf (zm. 1975)
- 1911:
  - Władimir Jegorow, rosyjski piłkarz, hokeista, trener (zm. 1996)
  - Eric Williams, trynidadzko-tobagijski polityk, pierwszy premier kraju (zm. 1981)
- 1912:
  - Michał Grendys, polski polityk, wiceprzewodniczący FJN (zm. 1987)
  - Jadwiga Kuryluk, polska aktorka (zm. 1995)
- 1913 – Josef Bican, czeski piłkarz (zm. 2001)
- 1914:
  - Jan Górak, polski prawnik, historyk sztuki, wykładowca akademicki (zm. 2005)
  - Siemion Morozow, radziecki nauczyciel, działacz komunistyczny (zm. 1943)
- 1915 – Ernesto Lazzatti, argentyński piłkarz, trener, dziennikarz sportowy (zm. 1988)
- 1916:
  - Zdzisław Dziędzielewicz-Kirkin, polski taternik, alpinista, przewodnik tatrzański, działacz harcerski (zm. 2010)
  - Eduardo Noriega, meksykański aktor (zm. 2007)
  - Bogdan Zakrzewski, polski historyk literatury (zm. 2011)
- 1917:
  - Phil Rizzuto, amerykański baseballista pochodzenia włoskiego (zm. 2007)
  - Zygmunt Skoczyński, polski inżynier elektryk (zm. 1964)
- 1918 – Noronha, brazylijski piłkarz, trener (zm. 2003)
- 1919 – Stanisław Hadyna, polski kompozytor, dyrygent, założyciel i kierownik artystyczny Zespołu Pieśni i Tańca „Śląsk” (zm. 1999)
- 1920:
  - Władysław Bochenek, polski pisarz, tłumacz (zm. 1997)
  - Siergiej Bondarczuk, rosyjski aktor, reżyser filmowy pochodzenia ukraińskiego (zm. 1994)
  - Siergiej Dołguszyn, radziecki generał porucznik, pilot wojskowy, as myśliwski (zm. 2011)
  - Wacław Kawski, polski prawnik, polityk, poseł na Sejm PRL (zm. 1979)
  - Tatjana Makarowa, radziecka pilotka wojskowa (zm. 1944)
- 1921:
  - Stefan Csorich, polski hokeista (zm. 2008)
  - Robert Muldoon, nowozelandzki polityk, premier Nowej Zelandii (zm. 1992)
- 1922:
  - Mihály Bába, węgierski tłumacz, dziennikarz, publicysta (zm. 2001)
  - Hammer DeRoburt, nauryjski polityk, prezydent Nauru (zm. 1992)
  - Roger Etchegaray, francuski duchowny katolicki, biskup pomocniczy paryski, arcybiskup Marsylii, kardynał (zm. 2019)
  - Luciano Salce, włoski aktor, reżyser i scenarzysta filmowy (zm. 1989)
- 1923 – Sam Rivers, amerykański saksofonista jazzowy, kompozytor (zm. 2011)
- 1924:
  - Ardhendu Bhushan Bardhan, indyjski polityk komunistyczny (zm. 2016)
  - Barbara Gumińska, polska botanik, mykolog, wykładowczyni akademicka
  - Grażyna Kierszniewska, polska harcerka (zm. 1940)
- 1925:
  - Jerzy Bomba, polski piłkarz
  - Silvana Pampanini, włoska aktorka, reżyserka (zm. 2016)
  - Govind Perumal, indyjski hokeista na trawie (zm. 2002)
  - Wacław Szklarski, polski generał dywizji (zm. 2021)
- 1926:
  - Siergiej Fiłatow, rosyjski jeździec sportowy (zm. 1997)
  - Tadeusz Pluciński, polski aktor (zm. 2019)
  - Aldo Ray, amerykański aktor (zm. 1991)
- 1927 – Carl Braun, amerykański koszykarz (zm. 2010)
- 1928:
  - Harold Becker, amerykański reżyser i producent filmowy
  - Janusz Gołębiowski, polski historyk, ekonomista (zm. 2024)
- 1929:
  - Ronnie Barker, brytyjski aktor, komik (zm. 2005)
  - Stanisław Goszczurny, polski pisarz (zm. 2003)
  - Konstanty Tukałło, polski chirurg, profesor nauk medycznych, polityk, senator RP (zm. 2021)
  - Barbara Walters, amerykańska prezenterka telewizyjna (zm. 2022)
- 1930:
  - Bogusz Bilewski, polski aktor (zm. 1995)
  - Nino Cerruti, włoski projektant mody (zm. 2022)
  - Witold Zagórski, polski koszykarz, trener (zm. 2016)
- 1931:
  - Ludwik Glib, polski kierowca wyścigowy (zm. 1987)
  - Boris Samorodow, rosyjski żużlowiec (zm. 2016)
  - Jewgienij Sizienko, radziecki polityk (zm. 2016)
- 1932:
  - Glenn Gould, kanadyjski pianista (zm. 1982)
  - Jan Kwapisz, polski reżyser teatralny, pedagog (zm. 1982)
  - Terry Medwin, walijski piłkarz (zm. 2024)
  - Janez Pirnat, słoweński rzeźbiarz (zm. 2021)
  - Adolfo Suárez, hiszpański polityk, premier Hiszpanii (zm. 2014)
- 1933:
  - Josef Němec, czeski bokser (zm. 2013)
  - Tomasz Niewodniczański, polski fizyk jądrowy (zm. 2010)
- 1934 – John Bull, amerykański major marynarki wojennej, astronauta (zm. 2008)
- 1935:
  - Jeorjos Anastasopulos, grecki dziennikarz, dyplomata, polityk, eurodeputowany (zm. 2019)
  - Mieczysław Całka, polski aktor (zm. 2003)
  - Andrzej Głoskowski, polski aktor (zm. 2019)
  - Maj Sjöwall, szwedzka pisarka (zm. 2020)
- 1936:
  - Pierre Carniti, włoski związkowiec, polityk, eurodeputowany (zm. 2018)
  - Teresa Kałuda, polska aktorka (zm. 2016)
  - Janusz Kukulski, polski lekarz i działacz sportowy (zm. 2007)
  - Moussa Traoré, malijski generał, polityk, prezydent Mali (zm. 2020)
- 1937:
  - Kyösti Toivonen, fiński menedżer, polityk
  - Ligia Urniaż-Grabowska, polska lekarka, działaczka opozycji antykomunistycznej, polityk, senator RP (zm. 2017)
- 1938:
  - Lidija Fiedosiejewa-Szukszyna, rosyjska aktorka
  - Ron Hill, brytyjski lekkoatleta, maratończyk (zm. 2021)
  - Giuseppe Merisi, włoski duchowny katolicki, biskup Lodi
  - Jonathan Motzfeldt, grenlandzki polityk, premier Grenlandii (zm. 2010)
- 1939:
  - Leon Brittan, brytyjski prawnik, polityk (zm. 2015)
  - Artur Czilingarow, rosyjski badacz polarny, oceanolog, geograf, polityk (zm. 2024)
  - Feroz Khan, indyjski aktor (zm. 2009)
  - Bogusława Latawiec, polska poetka, prozaiczka, krytyk literacki (zm. 2021)
  - Gianfranco Leoncini, włoski piłkarz (zm. 2019)
  - Jacek Taylor, polski prawnik, polityk, poseł na Sejm RP
- 1940 – Edward Czernik, polski lekkoatleta, skoczek wzwyż (zm. 2023)
- 1941:
  - Diego Coletti, włoski duchowny katolicki, biskup Como
  - Roman Kurzbauer, polski lekarz, polityk mniejszości niemieckiej, poseł na Sejm RP
  - Takao Sakurai, japoński bokser (zm. 2012)
  - Anicetus Bongsu Antonius Sinaga, indonezyjski duchowny katolicki, kapucyn, biskup Sibolga, arcybiskup metropolita Medan (zm. 2020)
  - Luciano Violante, włoski prawnik, polityk
- 1942:
  - Takeshi Katō, japoński gimnastyk (zm. 1982)
  - Thaddée Ntihinyurwa, rwandyjski duchowny katolicki, arcybiskup Kigali
  - Dawid Peleg, izraelski historyk, dyplomata (zm. 2013)
  - Henri Pescarolo, francuski kierowca wyścigowy
  - Lino Pizzi, włoski duchowny katolicki, biskup Forlì-Bertinoro
  - Volker Rühe, niemiecki polityk
- 1943:
  - Rui Amaral, portugalski ekonomista, wykładowca akademicki, polityk
  - Annette Du Plooy, południowoafrykańska tenisistka
  - Robert Gates, amerykański polityk, dyrektor CIA, sekretarz obrony
  - Aram Saroyan, amerykański poeta, prozaik, dramaturg, pamiętnikarz, biograf pochodzenia ormiańskiego
- 1944:
  - Witalij Cieszkowski, rosyjski szachista (zm. 2011)
  - Michael Douglas, amerykański aktor, producent filmowy
  - Aleksandr Leniow, rosyjski piłkarz (zm. 2021)
  - Doris Matsui, amerykańska polityk, kongreswoman pochodzenia japońskiego
  - Lucía Topolansky, urugwajska polityk, pierwsza dama pochodzenia polskiego
- 1945:
  - Tomasz Ciecierski, polski malarz (zm. 2024)
  - Luciano Giovannetti, włoski strzelec sportowy
  - François Janssens, belgijski piłkarz (zm. 2024)
  - Vladimir Velman, estoński dziennikarz, polityk pochodzenia rosyjskiego
  - Dee Dee Warwick, amerykańska piosenkarka (zm. 2008)
- 1946:
  - Robert Murray Hill, australijski polityk
  - Janusz Majer, polski wspinacz, podróżnik
  - Andrzej Sobczak, polski autor tekstów piosenek, artysta kabaretowy, felietonista (zm. 2011)
  - Dirk Sterckx, belgijski i flamandzki polityk
  - Petr Svojtka, czeski aktor (zm. 1982)
  - Dan Voiculescu, rumuński przedsiębiorca, polityk
- 1947:
  - Uładzimir Drażyn, białoruski działacz państwowy, dyplomata
  - Janos Kranidiotis, grecki prawnik, polityk (zm. 1999)
  - Jehuda Lancry, izraelski literaturoznawca, samorządowiec, polityk, dyplomata
  - Firmine Richard, francuska aktorka
  - Guðmundur Sigurjónsson, islandzki szachista
- 1948:
  - Colleen Atwood, amerykańska kostiumgrafka
  - Mark Coleridge, australijski duchowny katolicki, arcybiskup Canberry-Goulburn i Brisbane
  - Tadeusz Garb, polski hokeista, trener (zm. 2014)
  - Charles de Gaulle, francuski polityk
  - Jens Nilsson, szwedzki samorządowiec, polityk, eurodeputowany (zm. 2018)
- 1949:
  - Pedro Almodóvar, hiszpański reżyser i scenarzysta filmowy
  - Stanisław Łopatowski, polski polityk, wojewoda dolnośląski
  - Jean Petit, francuski piłkarz (zm. 2024)
  - Jan Szeja, polski hokeista
  - Henryk Wawrowski, polski piłkarz
  - Anson Williams, amerykański aktor, reżyser filmowy
  - Kuba Zaklukiewicz, polski aktor (zm. 1998)
  - Zhu Guanghu, chiński piłkarz, trener
- 1950:
  - E.C. Coleman, amerykański koszykarz
  - Maurilio De Zolt, włoski biegacz narciarski
  - Sebastião Lazaroni, brazylijski piłkarz, bramkarz, trener
  - Stanisław Szozda, polski kolarz szosowy (zm. 2013)
- 1951:
  - Abdellah Blinda, marokański piłkarz, trener (zm. 2010)
  - Gheorghe Brega, mołdawski lekarz, polityk, p.o. premiera Mołdawii
  - Mark Hamill, amerykański aktor, reżyser, scenarzysta i producent filmowy
  - Tomasz Jasiński, polski historyk
  - Guðgeir Leifsson, islandzki piłkarz
  - Bob McAdoo, amerykański koszykarz
  - Ladislau Șimon, rumuński zapaśnik (zm. 2005)
- 1952:
  - Ray Clarke, angielski piłkarz
  - Colin Friels, australijski aktor
  - Carlo Montano, włoski florecista
  - Christopher Reeve, amerykański aktor, producent filmowy (zm. 2004)
  - Gloria Jean Watkins, amerykańska pisarka, poetka, feministka (zm. 2021)
- 1953:
  - Rodolphe Alexandre, polityk z Gujany Francuskiej
  - Roman Kuźniar, polski politolog, profesor nauk humanistycznych
  - Gregory Meeks, amerykański polityk, kongresman
  - Zoran Pančić, serbski wioślarz
- 1954:
  - Apostolis Anthimos, polski gitarzysta pochodzenia greckiego, członek zespołu SBB
  - Katarzyna Kulczak, polska kajakarka
  - Joep Lange, holenderski naukowiec, badacz kliniczny (zm. 2014)
  - Mirosław Mojsiuszko, polski piłkarz, trener, działacz sportowy
  - Ryszard Per, polski piłkarz (zm. 2022)
  - Jacek Skubikowski, polski piosenkarz, kompozytor, autor tekstów (zm. 2007)
- 1955:
  - Angelo Arcidiacono, włoski szablista (zm. 2007)
  - Leszek Brzeziński, polski piłkarz (zm. 2017)
  - Ludo Coeck, belgijski piłkarz (zm. 1985)
  - Peter Müller, niemiecki polityk
  - Karl-Heinz Rummenigge, niemiecki piłkarz, działacz piłkarski
  - Steven Severin, brytyjski muzyk, członek zespołu Siouxsie & the Banshees
  - Zucchero, włoski piosenkarz
- 1956:
  - Salvatore Bagni, włoski piłkarz
  - Fernando Croxatto, argentyński duchowny katolicki, biskup pomocniczy Comodoro Rivadavia
  - Jamie Hyneman, amerykański prezenter telewizyjny
- 1957:
  - Wojciech Biedroń, polski reżyser teatralny i telewizyjny, twórca teledysków, aktor (zm. 2022)
  - Börge Hellström, szwedzki pisarz (zm. 2017)
  - Henryk Korbański, polski malarz, rysownik, rzeźbiarz (zm. 2025)
  - Michael Madsen, amerykański aktor (zm. 2025)
- 1958:
  - Anatolij Kotieniow, białoruski aktor
  - Jan Vokál, czeski duchowny katolicki, biskup hradecki
  - Wacław Wieczorek, polski pilot samolotowy (zm. 2011)
- 1959:
  - Kai Erik Herlovsen, norweski piłkarz
  - Anna Janosz, polska dyrygent, profesor sztuk muzycznych
  - Marek Wilczyński, polski historyk, wykładowca akademicki (zm. 2023)
- 1960:
  - Ihor Biełanow, ukraiński piłkarz
  - Natalla Kaczanawa, białoruska polityk
  - Mariusz Łukasiewicz, polski przedsiębiorca (zm. 2004)
  - Andrzej Stasiuk, polski prozaik, poeta, dramaturg, eseista, publicysta, wydawca
  - Eduardo Yáñez, meksykański aktor
- 1961:
  - Bożena Dworska, polska piosenkarka, artystka kabaretowa (zm. 2024)
  - Heather Locklear, amerykańska aktorka
  - Ireneusz Nalazek, polski siatkarz
  - Ronnie Whelan, irlandzki piłkarz, trener
  - Tim Zoehrer, australijski krykiecista
- 1962:
  - David Bedella, amerykański aktor pochodzenia meksykańskiego
  - Alaksandr Bialacki, białoruski polityk, działacz społeczny, obrońca praw człowieka
  - Mike Kluge, niemiecki kolarz przełajowy, górski i szosowy
  - Aida Turturro, amerykańska aktorka
  - Dariusz Wdowczyk, polski piłkarz, trener
- 1963:
  - Szukri Budaszisz, tunezyjski zapaśnik
  - Tate Donovan, amerykański aktor, fotograf, muzyk
  - Mikael Persbrandt, szwedzki aktor
  - Petr Vícha, czeski inżynier, samorządowiec, polityk
- 1964:
  - Anita Barone, amerykańska aktorka
  - Barbara Dennerlein, niemiecka organistka jazzowa
  - Graeme English, brytyjski zapaśnik (zm. 2021)
  - Chris Jacobs, amerykański pływak
  - Maria Doyle Kennedy, irlandzka aktorka
  - Lily Mariye, amerykańska aktorka
  - Carlos Ruiz Zafón, hiszpański pisarz (zm. 2020)
  - Paweł Zalewski, polski historyk, przedsiębiorca, polityk, eurodeputowany i poseł na Sejm RP
- 1965:
  - Matt Battaglia, amerykański futbolista, aktor
  - Gordon Currie, kanadyjski aktor, reżyser, scenarzysta, producent i montażysta filmowy
  - Pia Hansen, szwedzka strzelczyni sportowa
  - Mariusz Kamiński, polski polityk, poseł na Sejm RP, eurodeputowany, szef CBA, minister spraw wewnętrznych i administracji
  - Scottie Pippen, amerykański koszykarz
  - Rob Schmidt, amerykański reżyser i scenarzysta filmowy
  - Amara Traoré, senegalski piłkarz, trener
- 1966:
  - Niccolò Ammaniti, włoski pisarz
  - Stanisław Bunin, rosyjski pianista
  - Aleksandar Čotrić, serbski aforysta, poeta, polityk
  - Jason Flemyng, brytyjski aktor
- 1967:
  - Jeff Hartwig, amerykański lekkoatleta, tyczkarz
  - Catiuscia Marini, włoska polityk, prezydent Umbrii
- 1968:
  - Johan Friso, holenderski książę (zm. 2013)
  - Dražen Kutleša, chorwacki duchowny katolicki, biskup diecezji Poreč i Pula
  - Mahieddine Meftah, algierski piłkarz
  - Will Smith, amerykański aktor, producent filmowy, raper
- 1969:
  - Hal Sparks, amerykański aktor
  - Radostin Stojczew, bułgarski siatkarz
  - Ron Thal, amerykański gitarzysta, członek zespołu Guns N’ Roses
  - Catherine Zeta-Jones, walijska aktorka
- 1970:
  - David Belhumeur, kanadyjski narciarz dowolny
  - David Benioff, amerykański dziennikarz, pisarz, scenarzysta filmowy pochodzenia żydowskiego
  - Jonas Čekuolis, litewski dziennikarz, polityk
  - Park Jeong-lim, południowokoreańska piłkarka ręczna
  - Jolanta Polikevičiūtė, litewska kolarka szosowa
  - Rasa Polikevičiūtė, litewska kolarka szosowa
- 1971:
  - Hennadij Kozar, ukraiński piłkarz
  - Rico Lieder, niemiecki lekkoatleta, sprinter
  - Josemir Lujambio, urugwajski piłkarz
- 1972:
  - Shem Kororia, kenijski lekkoatleta, długodystansowiec
  - Serhij Mizin, ukraiński piłkarz, trener
  - Gaël Morel, francuski aktor, reżyser i scenarzysta filmowy
  - Artur Żukowski, polski żołnierz (zm. 2004)
- 1973:
  - Tijjani Babangida, nigeryjski piłkarz
  - Grigol Czanturia, gruziński piłkarz, bramkarz
  - Ras Kass, amerykański raper
  - Manuel Mantilla, kubański bokser
  - Bridget Marquardt, amerykańska modelka, aktorka, prezenterka telewizyjna
  - Bridgette Wilson, amerykańska aktorka
- 1974:
  - Francesco Acquaroli, włoski samorządowiec, polityk, prezydent Marche
  - Pascal Arimont, belgijski prawnik, polityk
  - Olivier Dacourt, francuski piłkarz
  - Iryna Friz, ukraińska polityk
  - Gary Gomez, amerykański bokser
  - Tye Harvey, amerykański lekkoatleta, tyczkarz
  - Daniel Kessler, amerykański gitarzysta, członek zespołu Interpol
  - Celso Vieira, brazylijski piłkarz
- 1975:
  - Daniela Ceccarelli, włoska narciarka alpejska
  - Mariusz Duda, polski muzyk, kompozytor, wokalista, członek zespołów Riverside i Lunatic Soul
  - Zé Elias, brazylijski piłkarz
  - Ashley Fisher, australijski tenisista
- 1976:
  - Charlotte Ayanna, amerykańska aktorka
  - Chauncey Billups, amerykański koszykarz
  - Chiara, maltańska piosenkarka
  - Dominika Ćosić, polska dziennikarka, publicystka, pisarka
  - Petit, portugalski piłkarz, trener
  - Santigold, amerykańska piosenkarka, producentka muzyczna, autorka tekstów
- 1977:
  - Łukasz Borowicz, polski dyrygent
  - Gerard Davis, nowozelandzki piłkarz
  - Serafin (Domnin), rosyjski biskup prawosławny
  - Clea DuVall, amerykańska aktorka
  - Péter Kabát, węgierski piłkarz
  - Dominika Kurdziel, polska perkusistka, kompozytorka, wokalistka, producentka muzyczna, aktorka, reżyserka programów telewizyjnych
  - Inese Lībiņa-Egnere, łotewska prawnik, polityk
  - Toni Lydman, fiński hokeista
  - Joel Moore, amerykański aktor
  - Rinaldo Nocentini, włoski kolarz szosowy
- 1978:
  - Waldemar Cucereanu, rumuński bokser
  - Roudolphe Douala, kameruński piłkarz
  - Ricardo Gardner, jamajski piłkarz
  - Akiko Iwamoto, japońska wioślarka
  - Jodie Kidd, brytyjska modelka
  - Irakli Kobachidze, gruziński polityk, premier Gruzji
  - Martin Koukal, czeski biegacz narciarski
  - Rafał Wiechecki, polski ekonomista, adwokat, polityk, poseł na Sejm RP, minister gospodarki morskiej
  - Radosław Wnuk, polski siatkarz
- 1979:
  - Ponaryo Astaman, indonezyjski piłkarz
  - Kyle Bennett, amerykański kolarz BMX
  - Rashad Evans, amerykański zawodnik MMA
  - Péter Halmosi, węgierski piłkarz
  - Jason Koumas, walijski piłkarz
  - Michele Scarponi, włoski kolarz szosowy (zm. 2017)
  - Tadeusz Szlenkier, polski śpiewak operowy (tenor)
- 1980:
  - Elio Germano, włoski aktor
  - Łukasz Komoniewski, polski samorządowiec, prezydent Będzina
  - Chris Owen, amerykański aktor
  - Shūka Oyama, japońska siatkarka
  - T.I., amerykański raper, aktor
  - Nikola Žigić, serbski piłkarz
- 1981:
  - Van Hansis, amerykański aktor
  - Kim Dzong Czol, północnokoreański polityk
  - Lee Norris, amerykański aktor
  - Angelo Palombo, włoski piłkarz
- 1982:
  - Daniel Chylaszek, polski piłkarz
  - Maess, polska rysowniczka
  - Elio Rojas, dominikański bokser
  - Irina Zajcewa, kazachska siatkarka
- 1983:
  - Marcin Burkhardt, polski piłkarz
  - Daniel Fernandes, portugalski piłkarz, bramkarz
  - Joanna Paprocka, polska taekwondzistka
  - Dániel Varga, węgierski piłkarz wodny
- 1984:
  - Miran Burgič, słoweński piłkarz
  - Mariusz Chrzanowski, polski prawnik, samorządowiec, prezydent Łomży
  - Zlatko Horvat, chorwacki piłkarz ręczny
  - Ivory Latta, amerykańska koszykarka
  - Rashad McCants, amerykański koszykarz
  - Marshevet Myers, amerykańska lekkoatletka, sprinterka i skoczkini w dal
  - Siphiwe Tshabalala, południowoafrykański piłkarz
- 1985:
  - Arbër Ademi, macedoński prawnik, polityk narodowości albańskiej
  - Nery Brenes, kostarykański lekkoatleta, sprinter
  - Cha Jong-hyok, północnokoreański piłkarz
  - Marvin Matip, niemiecki piłkarz pochodzenia kameruńskiego
- 1986:
  - Heidi El Tabakh, kanadyjska tenisistka pochodzenia egipskiego
  - Steve Forrest, amerykański perkusista, członek zespołu Placebo
  - Rafał Karcz, polski kick-boxer
  - Sally Kehoe, australijska wioślarka
  - Ryu Jun-yeol, południowokoreański aktor
  - Albert Subirats, wenezuelski pływak
- 1987:
  - Anthony Benna, francuski narciarz dowolny
  - Tomasz Dura, polski futsalista
  - Nicolai Müller, niemiecki piłkarz
  - Monica Niculescu, rumuńska tenisistka
  - Ami Tokitō, japońska piosenkarka
- 1988:
  - Raja Fenske, amerykański aktor pochodzenia hinduskiego
  - Nemanja Gordić, bośniacki koszykarz,
  - Samantha Henry-Robinson, jamajska lekkoatletka, sprinterka
  - Jekatierina Koniewa, rosyjska lekkoatletka, trójskoczkini
  - Maciej Wilusz, polski piłkarz
- 1989:
  - Giorgi Dżanelidze, gruziński piłkarz
  - Hanna Kniaziewa, ukraińsko-izraelska lekkoatletka, skoczkini w dal i trójskoczkini
  - Samantha Murray, brytyjska pięcioboistka nowoczesna
- 1990:
  - Mao Asada, japońska łyżwiarka figurowa
  - Genevieve Behrent, nowozelandzka wioślarka
  - Reuben Gabriel, nigeryjski piłkarz
  - Stephanie Schneider, niemiecka bobsleistka
- 1991:
  - Gheorghe Andronic, mołdawski piłkarz
  - Emmy Clarke, amerykańska aktorka
  - Calle Järnkrok, szwedzki hokeista
  - Stine Oftedal, norweska piłkarka ręczna
  - Hélène Rousseaux-Feray, belgijska siatkarka
- 1992:
  - Mulern Jean, haitańska lekkoatletka, płotkarka
  - Kim Jang-mi, południowokoreańska strzelczyni sportowa
  - Massimo Luongo, australijski piłkarz pochodzenia włoskiego
  - Roko Rogić, chorwacki koszykarz
  - Rosalía, hiszpańska piosenkarka, producentka muzyczna, autorka tekstów, aktorka
- 1993:
  - Arlind Ajeti, albański piłkarz
  - Abdel Nader, egipski koszykarz
  - Simeon Sławczew, bułgarski piłkarz
- 1994:
  - Mashu Baker, japoński judoka pochodzenia amerykańskiego
  - Thomas Foket, belgijski piłkarz
  - Fallon Henley, amerykańska wrestlerka
  - Giennadij Korotkiewicz, białoruski programista komputerowy
  - Jansen Panettiere(inne języki), amerykański aktor (zm. 2023)
  - Patryk Sokołowski, polski piłkarz
  - Kai Verbij, holenderski łyżwiarz szybki
  - Aleksandra Stanaćev, serbska koszykarka
- 1995:
  - Səbirə Əliyeva, azerska zapaśniczka
  - Adam Dźwigała, polski piłkarz
  - Jean-Philippe Gbamin, iworyjski piłkarz
- 1996:
  - Max Christiansen, niemiecki piłkarz
  - Mario Mendel, austriacki skoczek narciarski
  - Mie Nielsen, duńska pływaczka
- 1997:
  - Durel Avounou, kongijski piłkarz
  - Pierre Barbier, francuski kolarz szosowy
  - Martin Miller, estoński piłkarz
  - Suzanne Schulting, holenderska łyżwiarka szybka, specjalistka short tracku
  - Szymon Żurkowski, polski piłkarz
- 1998 – Yuan Yue, chińska tenisistka
- 1999:
  - Vladislav Kreida, estoński piłkarz
  - Rene Rinnekangas, fiński snowboardzista
- 2000:
  - Nur al-Dżaldżali, tunezyjska zapaśniczka
  - Wiktor Jasiński, polski żużlowiec
- 2001 – Cade Cunningham, amerykański koszykarz
- 2002:
  - Julita Piasecka, polska siatkarka
  - Zaineb Sghaier, tunezyjska zapaśniczka
  - Jaden Springer, amerykański koszykarz
  - Filip Stevanović, serbski piłkarz
- 2003:
  - Kryscina Dzmitruk, białoruska tenisistka
  - Bella Ramsey, brytyjska aktorka
- 2005 – Jakub Filip, czeski tenisista

## Zmarli
- 303 – Firmin, hiszpański duchowny katolicki, biskup Amiens, misjonarz, święty (ur. 272)
- 1066 – Harald III Surowy, król Norwegii (ur. ok. 1015)
- 1086 – Wilhelm VIII, książę Akwitanii (ur. 1025)
- 1185 – (lub 25 listopada) Lucjusz III, papież (ur. ok. 1110)
- 1333 – Morikuni, japoński siogun (ur. 1301)
- 1334 – Filip Sabaudzki, hrabia Piemontu, książę Achai (ur. 1278)
- 1391 – Siemowit, zakonnik, przedstawiciel Piastów cieszyńskich (ur. ok. 1340)
- 1392 – Sergiusz z Radoneża, rosyjski mnich, święty katolicki i prawosławny (ur. 1314)
- 1394 – Nerio I Acciaiuoli, baron Koryntu, książę Aten i Teb (ur. ?)
- 1506 – Filip I Piękny, książę Burgundii, król Kastylii (ur. 1478)
- 1534 – Klemens VII, papież (ur. 1478)
- 1536 – Jan Everaerts, niderlandzki poeta (ur. 1511)
- 1542 – Thomas Kantzow, niemiecki kronikarz, historyk (ur. 1505)
- 1544 – Valerius Cordus, niemiecki chemik, botanik, lekarz (ur. 1515)
- 1550 – Georg von Blumenthal, niemiecki duchowny katolicki, biskup lubuski (ur. 1490)
- 1559 – Mircza Pastuch, hospodar Wołoszczyzny (ur. ?)
- 1569 – Marek Criado, hiszpański trynitarz, męczennik, błogosławiony (ur. 1522)
- 1572 – Marcin Rokicki, polski aptekarz, rajca i burmistrz Biecza (ur. ?)
- 1591 – Krystian I Wettyn, książę-elektor Saksonii (ur. 1560)
- 1600 – Mikołaj Stanisławowicz Talwosz, marszałek nadworny litewski, kasztelan trocki, miński i żmudzki (ur. ?)
- 1602 – Caspar Peucer, górnołużycki protestancki reformator religijny, matematyk, astronom, lekarz, dyplomata, pisarz (ur. 1525)
- 1603 – Stefano Felis, włoski kompozytor (ur. 1538)
- 1615 – Arbella Stuart, szkocka arystokratka (ur. 1575)
- 1617:
  - Go-Yōzei, cesarz Japonii (ur. 1572)
  - Francisco Suárez, hiszpański jezuita, teolog, filozof (ur. 1548)
- 1626 – Théophile de Viau, francuski poeta, dramaturg (ur. 1590)
- 1628 – Magdalena Wittelsbach, księżniczka bawarska, księżna Palatynatu-Neuburg (ur. 1587)
- 1630 – Ambrosio Spinola, hiszpański dowódca wojskowy, kondotier (ur. 1569)
- 1665 – Maria Anna Habsburg, księżna bawarska (ur. 1610)
- 1680 – Samuel Butler, angielski poeta, satyryk (ur. 1613)
- 1716 – Johann Christoph Pez, niemiecki kompozytor, muzyk, śpiewak (ur. 1664)
- 1727:
  - Jacques Abbadie, szwajcarski duchowny i teolog protestancki (ur. 1654)
  - Sarah Kemble Knight, amerykańska nauczycielka, pamiętnikarka (ur. 1666)
- 1754 – Stanisław Wincenty Jabłonowski, polski książę, polityk, pisarz (ur. 1694)
- 1767 – Nicolò Maria Antonelli, włoski kardynał (ur. 1698)
- 1777 – Johann Heinrich Lambert, szwajcarski matematyk, filozof, fizyk, astronom pochodzenia francuskiego (ur. 1728)
- 1792 – Adam Gottlob Moltke, duński polityk, dyplomata (ur. 1710)
- 1802 – Kazimierz Krasiński, polski hrabia, polityk (ur. 1725)
- 1810 – József Alvinczi, austriacki feldmarszałek (ur. 1735)
- 1826:
  - Fryderyka Dorota Badeńska, królowa Szwecji (ur. 1781)
  - Giovanni Battista Brocchi, włoski geolog, paleontolog (ur. 1772)
- 1832 – Jan Samuel Kaulfuss, niemiecko-polski filolog, pisarz pedagogiczny (ur. 1780)
- 1840:
  - Étienne Macdonald, francuski arystokrata, wojskowy, marszałek Francji pochodzenia szkockiego (ur. 1765)
  - Robert Seppings, brytyjski inżynier, konstruktor i budowniczy okrętów (ur. 1767)
- 1849 – Johann Strauss (ojciec), austriacki kompozytor (ur. 1804)
- 1852 – Christoph Gudermann, niemiecki matematyk, wykładowca akademicki (ur. 1798)
- 1865 – Andrés de Santa Cruz, boliwijski wojskowy, polityk, prezydent Peru i Boliwii, protektor Konfederacji Peruwiańsko-Boliwijskiej (ur. 1792)
- 1866 – Henry May, amerykański prawnik, polityk (ur. 1816)
- 1871 – Louis-Joseph Papineau, kanadyjski prawnik, polityk, przywódca rebelii w Dolnej Kanadzie (ur. 1786)
- 1877:
  - Carl Reinhold August Wunderlich, niemiecki lekarz, wykładowca akademicki (ur. 1815)
  - Józef Zajączkowski, polski prawnik, polityk (ur. 1813)
- 1892:
  - Andrew Grant Chapman, amerykański polityk (ur. 1839)
  - Jakow Onanow, rosyjski neurolog, neuropatolog pochodzenia ormiańskiego (ur. 1859)
- 1893:
  - Adam Miłaszewski, polski aktor, dyrektor teatrów (ur. 1827)
  - Albert Joseph Moore, brytyjski malarz (ur. 1841)
- 1896 – Wanda Malczewska, polska mistyczka, czcigodna Służebnica Boża (ur. 1822)
- 1897 – Maciej Sieczka, polski przewodnik tatrzański (ur. 1824)
- 1898:
  - Mieczysław Baranowski, polski przyrodnik, pedagog (ur. 1851)
  - Gabriel de Mortillet, francuski antropolog, archeolog, muzeolog (ur. 1821)
- 1900:
  - Félix-Gabriel Marchand, kanadyjski publicysta, pisarz, polityk, premier Quebecu (ur. 1832)
  - John M. Palmer, amerykański polityk (ur. 1817)
- 1901 – Edward Adam Subikurski, polski generał w służbie meksykańskiej (ur. 1826)
- 1907 – Teofil Gerstmann, polski pedagog, działacz oświatowy (ur. 1843)
- 1910:
  - Oskar Boettger, niemiecki zoolog, paleontolog, pedagog (ur. 1844)
  - Julian Cegliński, polski malarz (ur. 1827)
- 1913 – Karol Pląskowski, polski ziemianin, browarnik (ur. 1850)
- 1914:
  - Włodzimierz (Błagorazumow), rosyjski biskup prawosławny (ur. 1845)
  - Mieczysław Epstein, polski przedsiębiorca, działacz społeczny, dyplomata pochodzenia żydowskiego (ur. 1833)
  - Theodore Nicholas Gill, amerykański ichtiolog, teriolog, malakolog, bibliotekarz (ur. 1837)
- 1916:
  - Julius Fučík, czeski kompozytor, dyrygent (ur. 1872)
  - Kurt Wintgens, niemiecki pilot wojskowy, as myśliwski (ur. 1894)
- 1917:
  - Stanisław Bronikowski, polski taternik (ur. 1895)
  - Bernhard von Gaza, niemiecki wioślarz, żołnierz (ur. 1881)
- 1920 – Kazimierz Lorec, polski szeregowy (ur. ?)
- 1922 – Mieczysław Strzelbicki, polski ziemianin, polityk (ur. 1857)
- 1923:
  - Witold Dołęga-Otocki, polski pułkownik piechoty (ur. 1872)
  - Jacob Rosenbloom, amerykański lekarz, biochemik, wykładowca akademicki pochodzenia żydowskiego (ur. 1884)
- 1924 – Lotta Crabtree, amerykańska aktorka (ur. 1847)
- 1925 – Julian Kramsztyk, polski pediatra, działacz społeczny pochodzenia żydowskiego (ur. 1851)
- 1926 – Tyt Zajaczkiwśkyj, ukraiński prawnik, polityk (ur. 1846)
- 1928 – Richard F. Outcault, amerykański autor komiksów (ur. 1863)
- 1929 – Leopoldyna Leszczyńska, polska właścicielka dóbr ziemskich (ur. 1852)
- 1930:
  - Abram Archipow, rosyjski malarz (ur. 1862)
  - Max Bahr, niemiecki fabrykant (ur. 1848)
  - Jan Antoni Biernacki, polski rzeźbiarz, medalier, rysownik (ur. 1879)
- 1931:
  - Mychajło Hałuszczynski, ukraiński działacz oświatowy, polityk, wicemarszałek Senatu i poseł na Sejm RP (ur. 1878)
  - Aleksander Skrzyński, polski hrabia, prawnik, podporucznik, polityk, minister spraw zagranicznych, premier RP (ur. 1882)
  - Ulrich von Wilamowitz-Moellendorff, niemiecki filolog klasyczny, wykładowca akademicki (ur. 1848)
- 1932:
  - Konrad Billewicz, polski inżynier chemik (ur. 1862)
  - Jean Paul Vuillemin, francuski lekarz, botanik, mykolog, wykładowca akademicki (ur. 1861)
- 1933:
  - Antoni Ciosiński, polski porucznik pilot (ur. 1904)
  - Paul Ehrenfest, austriacko-holenderski fizyk teoretyczny, matematyk, wykładowca akademicki pochodzenia żydowskiego (ur. 1880)
- 1935:
  - Kazimierz Lisowski, polski rzemieślnik, działacz narodowy (ur. 1863)
  - Tom Richards, australijski rugbysta (ur. 1882)
  - Edward D. Swift, amerykański astronom (ur. 1870)
- 1936:
  - Józef Antoni Gómez, hiszpański benedyktyn, męczennik, błogosławiony (ur. 1878)
  - Jezus Hita Miranda, hiszpański marianista, męczennik, błogosławiony (ur. 1900)
- 1937 – Medard Morawiecki, polski podporucznik, weteran powstania styczniowego (ur. 1846)
- 1939:
  - Charles Arentz, norweski żeglarz sportowy (ur. 1878)
  - Wacław Boratyński, polski malarz, grafik (ur. 1908)
  - Stanisław Cywiński, polski inżynier, konstruktor lotniczy (ur. 1884)
  - Zofia Domosławska, polska lekarka, działaczka sportowa (ur. 1898)
  - Wincenty Galiński, polski samorządowiec, polityk, poseł na Sejm Ustawodawczy (ur. 1885)
  - Franciszek Gąsiorowski, polski duchowny katolicki, polityk, poseł na Sejm RP (ur. 1876)
  - Jerzy Gołogórski, polski kapitan artylerii (ur. 1896)
  - Stanisław Feliks Hiszpański, polski przedsiębiorca (ur. 1872)
  - Stanisław Janicki, polski inżynier meliorant, polityk, minister rolnictwa i dóbr państwowych (ur. 1872)
  - Jan Karchowski, polski lekarz, działacz społeczny (ur. 1854)
  - Mieczysław Konopacki, polski anatom, embriolog, wykładowca akademicki (ur. 1880)
  - Edward Maliszewski, polski porucznik obserwator (ur. 1909)
  - Helena Marcello-Palińska, polska aktorka (ur. 1860)
  - Wiktor Moczulski, polski rotmistrz (ur. 1900)
  - Jan Około-Kułak, polski samorządowiec, wiceprezydent Warszawy (ur. 1894)
  - Stanisław Osostowicz, polski malarz (ur. 1906)
  - Bolesław Smulikowski, polski zoolog (ur. 1911)
  - Bronisław Szostak, polski podpułkownik dyplomowany piechoty (ur. 1894)
  - Tierientij Tieodorowicz, rosyjski duchowny prawosławny, pisarz emigracyjny (ur. 1867)
  - Wilhelm Topinek, polski związkowiec, polityk, poseł na Sejm RP (ur. 1880)
  - Kazimierz Zboiński, polski major dyplomowany piechoty (ur. 1898)
- 1940:
  - Marguerite Clark, amerykańska aktorka (ur. 1883)
  - Stefan Frankowski, polski kontradmirał (ur. 1887)
- 1941:
  - Helmi Dresen, estońska poetka, tłumaczka, esperantystka (ur. 1892)
  - Zygmunt Nowicki, polski prawnik, dyplomata, polityk, senator RP (ur. 1867)
- 1942:
  - Cherubin Walenty Kozik, polski duchowny katolicki, męczennik, Sługa Boży (ur. 1906)
  - Andrievs Niedra, łotewski duchowny luterański, poeta, dziennikarz, polityk, premier Łotwy (ur. 1871)
  - Iwan Rawłyk, ukraiński działacz nacjonalistyczny (ur. 1909)
- 1943:
  - Alexander Hall, kanadyjski piłkarz pochodzenia szkockiego (ur. 1880)
  - Edwin Pawłowicz, polski porucznik rezerwy saperów, inżynier budowy dróg i mostów (ur. 1900)
  - Kurt Rosenfeld, niemiecki prawnik, adwokat, polityk, działacz antynazistowski (ur. 1877)
- 1944 – Polegli w powstaniu warszawskim:
  - Władysław Banaszkiewicz, polski lekkoatleta, średniodystansowiec, major piechoty, żołnierz AK (ur. 1902)
  - Oktawian Kaczanowski, polski aktor (ur. 1870)
  - Władysław Krzaczyński, polski żołnierz AK (ur. 1921)
  - Eugeniusz Lokajski, polski lekkoatleta, oszczepnik i skoczek wzwyż, fotograf, podporucznik piechoty, żołnierz AK (ur. 1908)
  - Julian Opania, polski porucznik piechoty, żołnierz AK (ur. 1904)
  - Helena Sulima, polska aktorka (ur. 1879 lub 82)
  - Stanisław Weil, polski chemik, farmaceuta, wykładowca akademicki (ur. 1875)
- 1944 – Walter Breisky, austriacki polityk, kanclerz Austrii (ur. 1871)
- 1945:
  - Smith Ely Jelliffe, amerykański neurolog, psychiatra, psychoanalityk (ur. 1866)
  - Bohdan Kelles-Krauze, polski architekt, malarz (ur. 1885)
  - Leo Vindevogel, flamandzki działacz nacjonalistyczny, polityk, kolaborant (ur. 1888)
- 1946:
  - Hans Eppinger, austriacki lekarz, zbrodniarz nazistowski (ur. 1879)
  - Mieczysław Nawarski, polski inżynier, urzędnik, kapitan piechoty (ur. 1880)
- 1948:
  - Antun Bonačić, chorwacki piłkarz (ur. 1905)
  - Władysław Borowiec, polski księgowy, ofiara represji stalinowskich (ur. 1916)
  - Oskar Ritter von Niedermayer, niemiecki generał major, podróżnik, dyplomata, specjalista ds. tureckich i arabskich, publicysta, pisarz (ur. 1885)
  - Andrzej Wlekliński, polski ślusarz, ofiara represji stalinowskich (ur. 1922)
- 1950 – Aleksandr Tairow, rosyjski aktor, reżyser, reformator teatru (ur. 1885)
- 1951 – Hans Naumann, niemiecki historyk literatury, folklorysta (ur. 1886)
- 1952:
  - Charles H. Leavy, amerykański polityk (ur. 1884)
  - Jan Łaszcz, polski rolnik, polityk, senator RP (ur. 1862)
- 1953:
  - Cossva Anckarsvärd, szwedzki dyplomata (ur. 1865)
  - Atilio Badalini, argentyński piłkarz (ur. 1899)
- 1954:
  - Vitaliano Brancati, włoski pisarz (ur. 1907)
  - Eugeni d’Ors, hiszpański pisarz, dziennikarz, krytyk sztuki, filozof (ur. 1882)
- 1955 – Martha Norelius, amerykańska pływaczka (ur. 1909)
- 1957 – Stanisław Liwszyc, polski internista, wykładowca akademicki (ur. 1893)
- 1958:
  - Carl Brisson, duński bokser, śpiewak, tancerz, aktor, piosenkarz i reżyser (zm. 1893)
  - Ludwig Crüwell, niemiecki generał wojsk pancernych (ur. 1892)
  - Wiktor Schauberger, austriacki przyrodnik, leśniczy (ur. 1885)
  - Erik Waller, szwedzki żeglarz sportowy (ur. 1887)
  - John Watson, amerykański psycholog, wykładowca akademicki (ur. 1878)
- 1959 – Richard Bühler, szwajcarski skoczek narciarski (ur. 1915)
- 1960:
  - Paweł Bojakowski, polski dyrygent, kompozytor, pedagog (ur. 1879)
  - Zygmunt Szpingier, polski malarz, architekt, urbanista (ur. 1901)
- 1961 – Łeontij Kunycki, ukraiński duchowny greckokatolicki, teolog, działacz społeczny (ur. 1877)
- 1962:
  - Silvestr Braito, czeski duchowny katolicki, dominikanin, teolog, poeta, krytyk literacki, publicysta, tłumacz (ur. 1898)
  - Bruno Loatti, włoski kolarz torowy (ur. 1915)
  - Izydor Modelski, polski generał dywizji (ur. 1889)
- 1963:
  - Georg Lindemann, niemiecki generał (ur. 1884)
  - Kurt Zeitzler, niemiecki generał (ur. 1895)
- 1965:
  - Dario Barbosa, brazylijski strzelec sportowy (ur. 1882)
  - Ilja Sofronow, radziecki polityk (ur. 1905)
- 1966:
  - Clifton Cushman, amerykański lekkoatleta, płotkarz, żołnierz (ur. 1938)
  - Jakub Mackiewicz, polski i australijski lekarz neurolog, neuropatolog (ur. 1887)
  - Johannes Van Rensburg, południowoafrykański prawnik, urzędnik, lider Ossewabrandwag (ur. 1898)
- 1967:
  - Stuff Smith, amerykański skrzypek jazzowy (ur. 1909)
  - Stanisław Sosabowski, polski generał brygady (ur. 1892)
- 1968:
  - Władimir Simagin, rosyjski szachista (ur. 1919)
  - Cornell Woodrich, amerykański pisarz (ur. 1903)
- 1970:
  - Belulah Marie Dix, amerykańska dramatopisarka, scenarzystka filmowa (ur. 1876)
  - Kazimierz Fiałka, polski lekkoatleta, długodystansowiec (ur. 1907)
  - Jefim Gołyszew, rosyjski malarz, kompozytor (ur. 1897)
  - Erich Maria Remarque, niemiecki pisarz (ur. 1898)
- 1971:
  - Hugo Black, amerykański prawnik, polityk, sędzia Sądu Najwyższego (ur. 1886)
  - Joseph Musch, belgijski piłkarz, bramkarz (ur. 1893)
- 1972:
  - Stanisław Wojciech Garlicki, polski podporucznik, adwokat, działacz socjalistyczny (ur. 1902)
  - Aleksander Kobzdej, polski malarz (ur. 1920)
  - Alejandra Pizarnik, argentyńska poetka, pisarka, malarka pochodzenia żydowskiego (ur. 1936)
  - Bill Rawlings, angielski piłkarz (ur. 1896)
- 1973:
  - James Brooker, amerykański lekkoatleta, tyczkarz (ur. 1902)
  - Janusz Dębiński, polski przestępca (ur. 1953)
  - George Porter, brytyjski polityk (ur. 1884)
- 1974:
  - Zdzisław Askanas, polski kardiolog, wykładowca akademicki, porucznik pochodzenia żydowskiego (ur. 1910)
  - Vladimír Boublík, czeski duchowny i teolog katolicki (ur. 1928)
  - Maria Mielczarek, polska inżynier włókiennik, polityk, poseł na Sejm PRL (ur. 1934)
- 1975 – Heinz Müller, niemiecki kolarz torowy i szosowy (ur. 1924)
- 1976 – Adam Vetulani, polski historyk prawa (ur. 1901)
- 1978 – Emil Chroboczek, polski agrotechnik, hodowca roślin, wykładowca akademicki (ur. 1902)
- 1979 – Tapio Rautavaara, fiński lekkoatleta, oszczepnik (ur. 1915)
- 1980:
  - John Bonham, brytyjski perkusista, członek zespołu Led Zeppelin (ur. 1948)
  - Lewis Milestone, amerykański reżyser, producent i scenarzysta filmowy (ur. 1895)
  - Marie Under, estońska poetka (ur. 1883)
- 1981:
  - Randhir Singh Gentle, indyjski hokeista na trawie (ur. 1922)
  - Branko Merxhani, albański dziennikarz, pisarz, krytyk literacki (ur. 1894)
  - Ludwik Rajewski, polski polonista, wykładowca akademicki (ur. 1900)
- 1982 – Norris Poulson, amerykański polityk (ur. 1895)
- 1983:
  - Leopold III Koburg, król Belgów (ur. 1901)
  - Marian Pieciukiewicz, białoruski etnograf, muzealnik (ur. 1904)
  - Roman Wójtowicz, polski aktor (ur. 1908)
- 1984 – Walter Pidgeon, kanadyjski aktor (ur. 1897)
- 1985 – Zofia Jaroszewska, polska aktorka (ur. 1902)
- 1986:
  - Hans Batz, niemiecki polityk (ur. 1927)
  - Nikołaj Siemionow, rosyjski chemik, laureat Nagrody Nobla (ur. 1896)
- 1987:
  - Mary Astor, amerykańska aktorka (ur. 1906)
  - Emlyn Williams, walijski aktor, reżyser filmowy (ur. 1905)
- 1988 – Kazimierz Konrad, polski operator filmowy (ur. 1921)
- 1989 – Pedro Amorim, brazylijski piłkarz (ur. 1919)
- 1990:
  - Vjekoslav Vrančić, chorwacki major, polityk, pisarz emigracyjny (ur. 1904)
  - Wojciech Wyganowski, polski pisarz (ur. 1905)
- 1991:
  - Klaus Barbie, niemiecki funkcjonariusz nazistowski, zbrodniarz wojenny (ur. 1913)
  - Gieorgij Markow, rosyjski pisarz (ur. 1911)
  - Viviane Romance, francuska aktorka (ur. 1912)
- 1992:
  - Tibor Kemény, węgierski piłkarz, trener (ur. 1913)
  - César Manrique hiszpański malarz, rzeźbiarz, architekt, ekolog (ur. 1919)
  - Ivan Vdović, serbski perkusista, członek zespołów: Suncokret, Šarlo Akrobata i Ekatarina Velika (ur. 1960)
- 1993:
  - Maciej Borniński, polski aktor (ur. 1929)
  - Jadwiga Czerwińska, polska piosenkarka (ur. 1894)
  - Seweryn Kruszyński, polski operator filmowy (ur. 1911)
- 1995 – Gustav Brom, czeski klarnecista jazzowy, dyrygent orkiestr tanecznych, kompozytor (ur. 1921)
- 1997:
  - Maria Modzelewska, polska aktorka (ur. 1903)
  - Aleksandr Smirnow, radziecki polityk, dyplomata (ur. 1912)
  - Włodzimierz Śpiewak, polski piłkarz (ur. 1938)
  - Komil Yashin, uzbecki prozaik, dramaturg (ur. 1909)
- 1998:
  - Andrzej Matuszak, polski podpułkownik, strzelec i działacz sportowy (ur. 1908)
  - Andrzej Radnicki, polski architekt, urbanista (ur. 1925)
  - Helena Tchórzewska, polska malarka, projektantka tkanin (ur. 1939)
- 1999:
  - Marion Zimmer Bradley, amerykańska pisarka fantasy (ur. 1930)
  - Teodor Kocerka, polski wioślarz (ur. 1927)
  - Guido Pontecorvo, włoski genetyk, wykładowca akademicki (ur. 1907)
- 2000:
  - Jerzy Erdman, polski organista, teoretyk muzyki, instrumentolog, pedagog (ur. 1942)
  - Ronald Stuart Thomas, walijski pastor, poeta (ur. 1913)
- 2001 – Robert W. Floyd, amerykański informatyk, wykładowca akademicki (ur. 1936)
- 2002 – Wanda Flakowicz, polska lekkoatletka, kulomiotka (ur. 1917)
- 2003:
  - Umberto Cardia, włoski dziennikarz, samorządowiec, polityk (ur. 1921)
  - Stanisław Michalski, polski duchowny katolicki, kapelan emigracji, pułkownik (ur. 1916)
  - Franco Modigliani, amerykański ekonomista, wykładowca akademicki, laureat Nagrody Banku Szwecji im. Alfreda Nobla w dziedzinie ekonomii pochodzenia włoskiego (ur. 1918)
  - Donald M. Nicol, brytyjski historyk, bizantynolog, wykładowca akademicki (ur. 1923)
  - Edward Said, amerykański teoretyk literatury, krytyk kultury, wykładowca akademicki pochodzenia palestyńskiego (ur. 1935)
- 2004:
  - Michael Davies, brytyjski pedagog, tradycjonalista katolicki, pisarz (ur. 1936)
  - Alain Glavieux, francuski informatyk, wykładowca akademicki (ur. 1949)
  - Ma Chengyuan, chiński historyk sztuki, muzealnik (ur. 1927)
  - Franciszek Marchlewski, polski pływak, trener (ur. 1920)
- 2005 – Kazimierz Głazek, polski taternik, alpinista (ur. 1939)
- 2006:
  - Safija Ahmad-dżan, afgańska działaczka na rzecz praw kobiet (ur. 1941)
  - Petre Andreevski, macedoński pisarz (ur. 1934)
  - Sofja Muratowa, rosyjska gimnastyczka (ur. 1929)
  - Kornel Szentgyörgyi, węgierski malarz (ur. 1916)
- 2007:
  - István Gaál, węgierski reżyser filmowy (ur. 1933)
  - Hajdar Abd asz-Szafi, palestyński polityk, dyplomata, założyciel OWP (ur. 1919)
- 2008:
  - Kazimierz Gerkowicz, polski okulista, wykładowca akademicki (ur. 1920)
  - Nino Kirow, bułgarski szachista (ur. 1945)
  - Michel Modo, francuski aktor, komik (ur. 1937)
  - Horațiu Rădulescu, rumuński kompozytor (ur. 1942)
- 2009:
  - Willy Breinholst, duński pisarz (ur. 1918)
  - Alicia de Larrocha, hiszpańska pianistka (ur. 1923)
- 2010:
  - Irena Choryńska, polska montażystka filmowa (ur. 1926)
  - Jan Hencz, polski aktor (ur. 1946)
  - Kazimierz Romanowicz, polski oficer, księgarz, wydawca (ur. 1916)
- 2011:
  - Theyab Awana, emiracki piłkarz (ur. 1990)
  - Wangari Maathai, kenijska działaczka ekologiczna, laureatka Pokojowej Nagrody Nobla (ur. 1940)
- 2012:
  - Jakub Polák, czeski działacz anarchistyczny i antyrasistowski (ur. 1952)
  - Andy Williams, amerykański piosenkarz (ur. 1927)
  - Bohdan Wróblewski, polski aktor (ur. 1929)
- 2013 – Timothy Lyne, amerykański duchowny katolicki, biskup pomocniczy Chicago (ur. 1919)
- 2014:
  - Dorothy Odam-Tyler, brytyjska lekkoatletka, skoczkini wzwyż (ur. 1920)
  - Sulejman Tihić, bośniacki prawnik, polityk (ur. 1951)
- 2015 – Zygmunt Fok, polski aktor (ur. 1928)
- 2016:
  - Jerzy Bogusz, polski informatyk, uczestnik konspiracji antyhitlerowskiej, więzień obozów koncentracyjnych (ur. 1921)
  - Antoni Cybulski, polski poeta, publicysta (ur. 1937)
  - Henning Enoksen, duński piłkarz (ur. 1935)
  - José Fernández, kubański baseballista (ur. 1992)
  - Gjelosh Gjokaj, albański malarz, grafik (ur. 1933)
  - Nahid Hattar, jordański pisarz, dziennikarz, karykaturzysta (ur. 1960)
  - Leszek Kajzer, polski archeolog, wykładowca akademicki (ur. 1944)
  - Jan Maciej Kopecki, polski grafik, rytownik (ur. 1945)
  - David Padilla, boliwijski generał, polityk (ur. 1927)
  - Arnold Palmer, amerykański golfista (ur. 1929)
  - Joseph Sitruk, francuski rabin (ur. 1944)
  - Mirosław Skrzypkowski, polski fotograf, działacz społeczny (ur. 1944)
- 2017:
  - Andrzej Kopacz, polski chirurg, wykładowca akademicki (ur. 1939)
  - Jan Tříska, czeski aktor (ur. 1936)
  - Ryszard Zięzio, polski etnograf, muzealnik (ur. 1946)
- 2018:
  - Adam Fudali, polski polityk, samorządowiec, prezydent Rybnika (ur. 1951)
  - Ignacy Krasicki, polski dziennikarz, politolog marksistowski (ur. 1928)
  - Jack McKinney, amerykański trener koszykarski (ur. 1935)
  - Wenceslao Selga Padilla, filipiński duchowny katolicki, prefekt apostolski Ułan Bator (ur. 1949)
  - Jacek Wilczur, polski prawnik, historyk, politolog, żołnierz AK i BCh (ur. 1925)
  - Władimir Woronkow, rosyjski biegacz narciarski (ur. 1944)
- 2019:
  - Paul Badura-Skoda, austriacki pianista, pedagog (ur. 1927)
  - Aleksander Ochocki, polski filozof, wykładowca akademicki (ur. 1942)
- 2020:
  - S.P. Balasubrahmanyam, indyjski piosenkarz, aktor (ur. 1946)
  - Jan Krucina, polski duchowny katolicki, teolog, filozof, socjolog (ur. 1928)
  - Goran Paskaljević, serbski reżyser i scenarzysta filmowy (ur. 1947)
- 2021:
  - Théoneste Bagosora, rwandyjski pułkownik, polityk, organizator rzezi Tutsi (ur. 1941)
  - Mieczysław Janowski, polski aktor (ur. 1935)
  - Zenon Lissek, polski piłkarz (ur. 1962)
  - Józef Rusak, polski major, żołnierz AK (ur. 1920)
  - Mohamed Mehdi Yaghoubi, irański zapaśnik (ur. 1930)
- 2022:
  - Rafael Czimiszkiani, gruziński sztangista (ur. 1929)
  - James Florio, amerykański prawnik, polityk, gubernator New Jersey (ur. 1937)
  - Nikołaj Kirtok, rosyjski pułkownik pilot (ur. 1920)
  - Andrés Prieto, chilijski piłkarz, trener (ur. 1928)
- 2023:
  - Zvi Hecker, izraelski architekt (ur. 1931)
  - David McCallum, brytyjski aktor (ur. 1933)
  - Osman Mema, albański piłkarz (ur. 1939)
  - Matteo Messina Denaro, włoski mafioso, szef cosa nostry (ur. 1962)
- 2024:
  - Ismaił Aleksandrowicz, białoruski inżynier budownictwa, duchowny muzułmański, mufti (ur. 1929)
  - Stanisław Lamperski, polski chemik, profesor nauk chemicznych (ur. 1952)
  - John Warwick Montgomery, amerykański prawnik, publicysta, teolog i duchowny luterański (ur. 1931)
  - Rocky Moran, amerykański kierowca wyścigowy (ur. 1950)
  - Vassula Ryden, grecka mistyczka chrześcijańska (ur. 1942)
  - Grzegorz Tuderek, polski inżynier, menedżer, polityk, poseł na Sejm RP (ur. 1938)